# Jens Henrichsen Dorch
Jens Henrichsen Dorch (født 21. maj 1760, død 24. marts 1812) var en af de seks borgere, der stod fadder til eventyrdigteren H.C. Andersen 2. påskedag 1805 i Sankt Hans Kirke i Odense.
Dorch er en del af historien om H.C. Andersens træstillads, der tilsyneladende var en trækonstruktion det blev udbygget til dels til et værksted og dels en brudeseng, hvori H.C. Andersen beskriver at have ligget greveligt som spæd i alle sine tre levnedsbeskrivelser.
Dorch var hattemagermester i Odense i Hattefirmaet Henrik Dorch, grundlagt den 12. februar 1753 af hans far, Hendrich Hendrichsen Dorch (1721-1781). 
I følge Odensedatabasen levede Dorch hele sit liv i Frue Kirkestrædet i det såkaldte Overgadekvarter ved Vor Frue Kirke (Odense), ikke langt fra H.C. Andersens Barndomshjem og Odense Å. Udover hattemager fungerede Dorch desuden som såkaldt Borgerkaptajn i Odense.
Dorch bestod sin svendeprøve som hattemager den 21. november 1775, blev hattemagermester den 11. december 1781 og overtog sin fars firma allerede få dage derefter, den 15. december.
I 1782 blev Dorch viet til Giertrud Clausdatter, med hvem han blandt andet fik sønnen Henrik Jensen Dorch (1782-1862), der videreførte familiefirmaet ved faderens død. 

## Henvisning
1. ↑  Persondetalje i Odensedatabasen. Hentet 12/2-2022
2. ↑  Persondetalje i Odensedatabasen. Hentet 12/2-2022
3. ↑  Kilde om svendeprøve i Odensedatabasen. Hentet 12/2-2022
4. ↑  Kilde om mesterprøve i Odensedatabasen. Hentet 12/2-2022
5. ↑  Kilde om skifteprotokol i Odensedatabasen. Hentet 12/2-2022]
6. ↑  Persondetalje i Odensedatabasen. Hentet 12/2-2022